# Il solito sesso
Il solito sesso è un singolo del cantautore italiano Max Gazzè, pubblicato il 29 febbraio 2008 come unico estratto dal sesto album in studio Tra l'aratro e la radio.
Il brano, scritto da Francesco Gazzè e Max Gazzè, è stato presentato da quest'ultimo al Festival di Sanremo 2008 e si è classificato al 12º posto.
Nella sua seconda apparizione sul palco dell'Ariston, Gazzè ha eseguito il brano insieme a Marina Rei e Paola Turci, con la quale aveva già collaborato in precedenza.

## Descrizione
Il brano è strutturato come se si trattasse di una telefonata fra un uomo e una donna che ha catturato la sua attenzione, e con la quale vuole instaurare una relazione, seppure clandestina, considerando che lei ha già un compagno. La "telefonata", però è ascoltata solo dalla parte dell'uomo, che pertanto risponde a domande e provocazioni della donna, che essendo dall'altro capo del telefono, e quindi virtualmente inesistente per l'ascoltatore, sono "sottintese".
Nel brano viene citata anche la canzone Il cielo in una stanza.
Il solito sesso è risultato essere il brano della kermesse più trasmesso dalle radio.

## Video musicale
Il videoclip è stato pubblicato il 6 marzo 2013 sul canale YouTube del cantante.

## Classifiche
| Classifica (2008) | Posizione massima |
| ----------------- | ----------------- |
| Italia            | 4                 |